# بالاتون‌کنشه
بالاتون‌کنشه (به مجاری: Balatonkenese) یک منطقهٔ مسکونی در مجارستان است که در ناحیه بالاتون‌آلمادی واقع شده‌است. بالاتون‌کنشه ۶۵٫۵۳ کیلومتر مربع مساحت و ۳٬۳۶۷ نفر جمعیت دارد.